# Monarcha frater
Monarcha frater là một loài chim trong họ Monarchidae.